# Đan viện Thánh Mẫu Châu Sơn Nho Quan

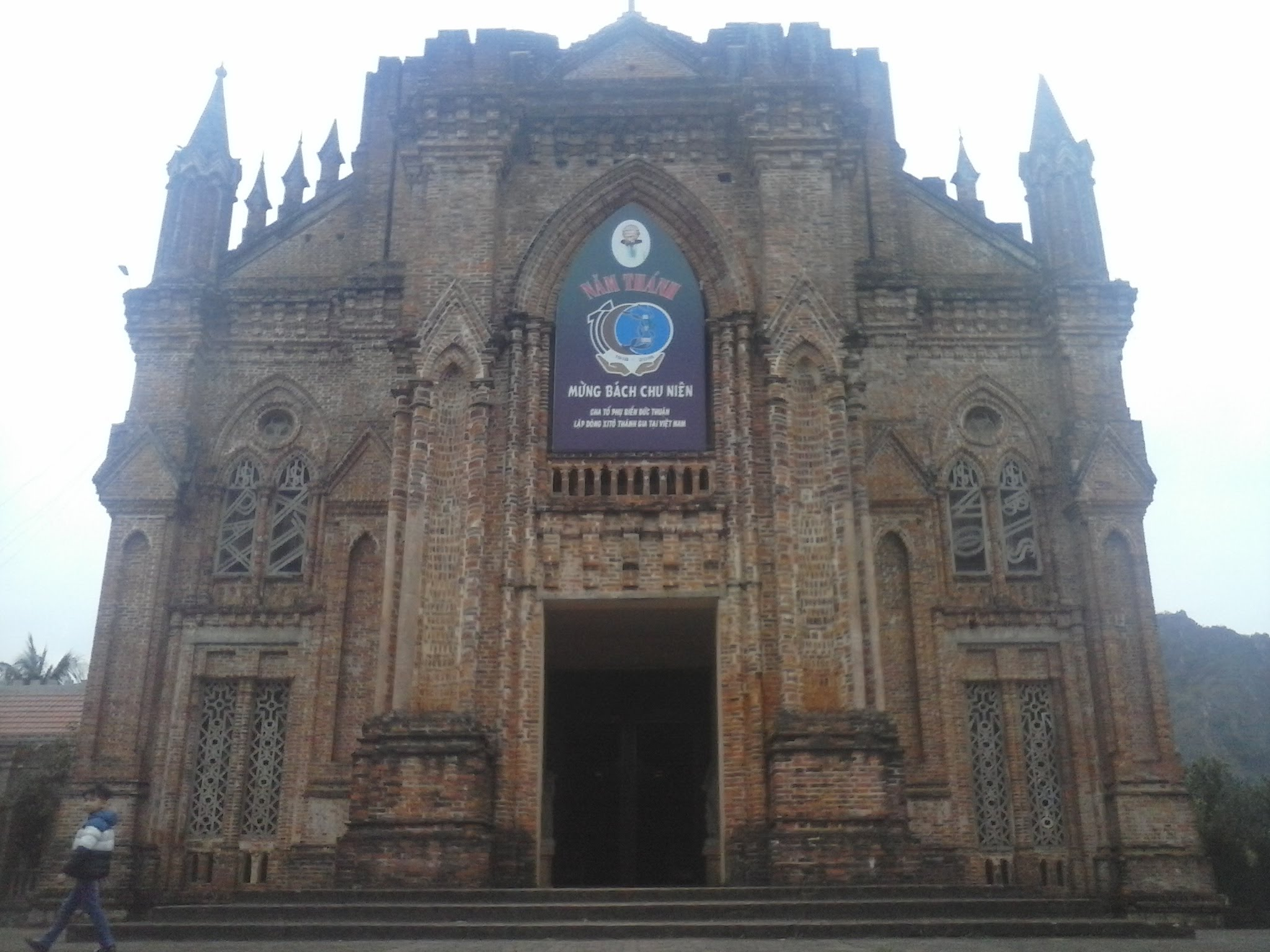
Ảnh chụp mặt trước Đan viện Châu Sơn

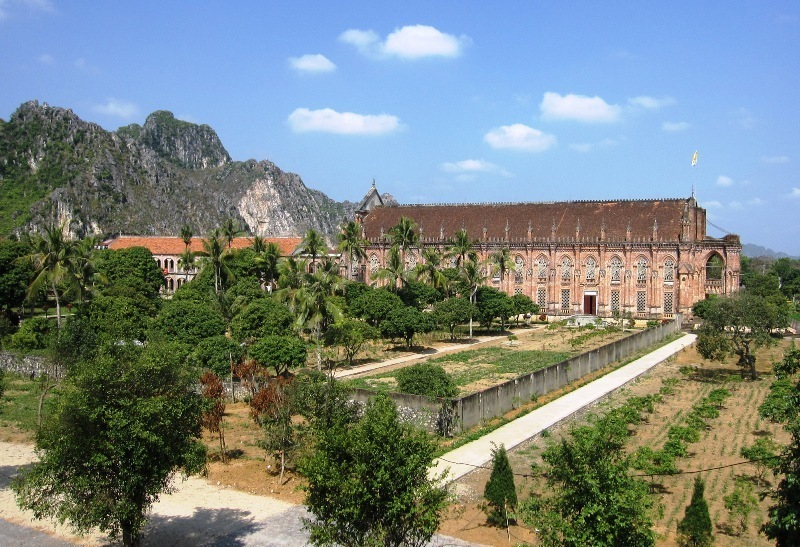
Toàn cảnh đan viện Châu Sơn

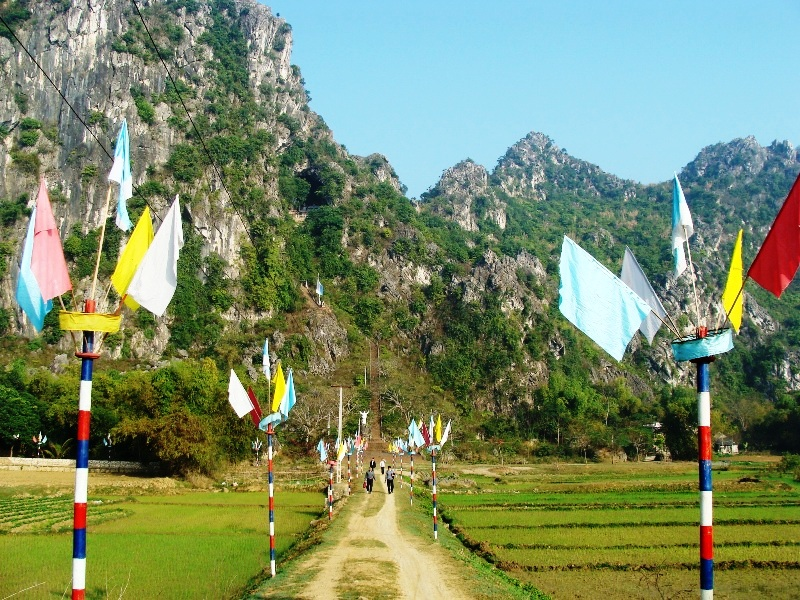
Đường vào đan viện Châu Sơn

Đan viện Thánh Mẫu Châu Sơn (còn có các tên khác như: Đan viện Châu Sơn, Nhà thờ Châu Sơn, nhà thờ Gạch). Đan viện thánh Mẫu Châu Sơn là một đan viện của Dòng Xitô, tọa lạc tại xã Phú Sơn, tỉnh Ninh Bình. Đan viện này nằm cách nhà thờ chính tòa Phát Diệm 65 km, cách trung tâm tỉnh Ninh Bình 35 km và cách Hà Nội 97 km.

## Lịch sử
Đan viện Thánh Mẫu Châu Sơn, được xây dựng từ 15 tháng 8 năm 1936, là một đan viện chuyên về chiêm niệm, xuất thân từ đan viện Thánh Mẫu Phước Sơn (Đan viện Mẹ Phước Sơn do Linh mục thừa sai Henri–Denis Biển Đức Thuận sáng lập từ năm 1918 tại Phước Sơn, Quảng Trị. Giám mục Gioan Baotixita Nguyễn Bá Tòng, người Việt đầu tiên nhận quyền cai quản Giáo phận Phát Diệm là người đã ngỏ ý mời các đan sĩ Phước Sơn ra lập Dòng trong giáo phận Phát Diệm.

## Kiến trúc
Thánh đường Đan viện Châu Sơn (được xây dựng ngày 18 tháng 2 năm 1939) nằm trong khu vực rừng núi yên tĩnh, hướng theo trục Tây – Đông, thiết kế theo kiểu gothic với bức tường bao quanh dày tới 0,6 m, chỗ có cột dày 1,2 m tạo sự ấm áp về mùa đông và mát mẻ về mùa hạ. Nhìn từ hai bên, điểm nhấn suốt chiều dài 64 m chính là những cột nhà được thiết kế thành những tháp nhỏ cân xứng; tường được trang trí hài hòa bởi các cửa sổ chia thành hai tầng trên và dưới, phía trong là cửa kính gỗ, phía ngoài chính là những bức tranh "chạm thủng" họa hình các Thánh, hình người vác thánh giá và cầu nguyện.
Điều đặc biệt ở công trình thánh đường Châu Sơn là nó được thiết kế theo phong cách kiến trúc Gothic với vật liệu chính là gạch đỏ không tô trát nên có một vẻ đẹp khác biệt, đặc trưng, chân thật và ấm áp.
Phía trong thánh đường, ánh sáng tự nhiên vừa đủ lọt vào hai hành lang rộng qua những cửa sổ lớn tôn lên những hàng cột tròn, những họa tiết trang trí và phù điêu có tính khái quát cao. Mái vòm trắng cao 21 m là đỉnh cao của nghệ thuật kiến trúc trong lòng thánh đường.